# Entrance Island, British Columbia
Entrance Island är en ö i Kanada.   Den ligger i Regional District of Nanaimo och provinsen British Columbia, i den sydvästra delen av landet, 3 600 km väster om huvudstaden Ottawa.
Runt Entrance Island är det glesbefolkat, med 13 invånare per kvadratkilometer.